# Georges Ritleng
Georges Ritleng, mit vollem Namen Georges Louis Edouard Ritleng (* 6. Dezember 1875 in Straßburg; † 5. Mai 1972 in Ottrott (Elsass)) war ein französischer Maler, Zeichner und Graveur. Er engagierte sich in der Ausbildung junger Künstler.

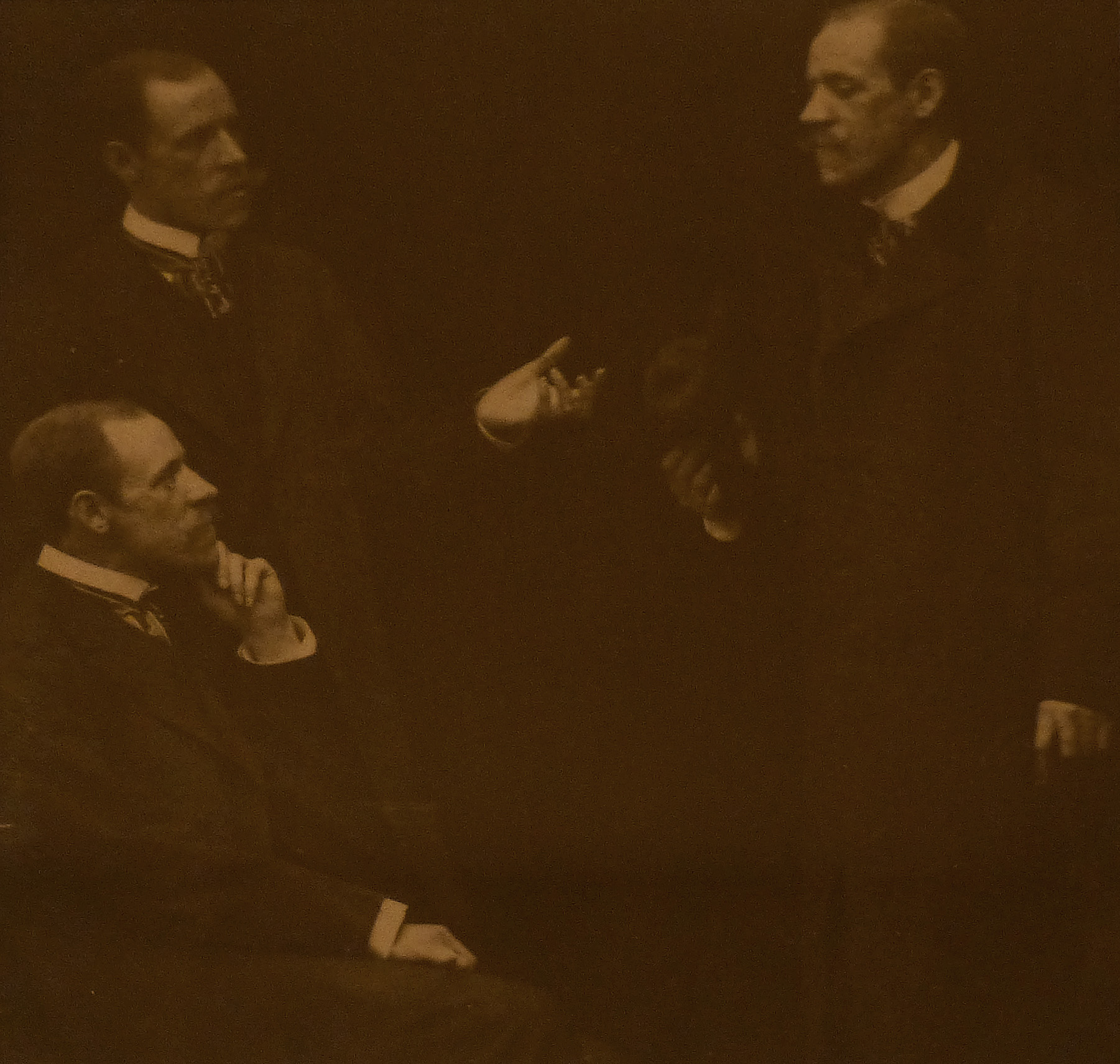
Georges Ritleng im Dialog mit sich selbst, Fotomontage

## Leben
Geoges Ritleng war der Sohn von Antoine Ritleng, Lebensmittelgroßhändler, und Anne Marie Salomé Sitter. Die Familie lebte mindestens seit dem 17. Jahrhundert im Elsass und wurde im 18. Jahrhundert geadelt. Schon als Schüler am Collège St-Etienne in Straßburg zeigte er Interesse am Zeichnen und wurde von seinen Lehrern ermutigt. Er studierte an der Ecole des Arts décoratifs in Straßburg unter Anton Seder und erhielt einen Preis in einem Kompositionswettbewerb. Kurz vor der Jahrhundertwende schrieb er sich in einem Atelier für grafische Entwürfe für die Textilindustrie in Mülhausen ein, danach ging er nach Paris und lernte von 1900 bis 1902 bei Gabriel Edouard Thurner. Mit einem Stipendium des Deutschen Reiches konnte er von 1904 bis 1908 an der Münchner Kunstakademie studieren. Dort lernte er bei dem Graveur Peter von Halm und dem Maler Wilhelm von Diez. Nach Studienreisen durch Belgien und die Schweiz kehrte er nach Paris zurück und besuchte die Académie Julian. Wieder zurück in Straßburg gründete er sein eigenes Atelier und machte die Bekanntschaft von René Schickele, Hans Arp und Emile Schneider. Er wurde Mitglied im Cercle de Saint-Léonard, wo er Pierre Bucher kennenlernte, der ihn in seine Galerie in Straßburg einlud. Mit Emile Schneider gründete er 1902 die Société des Artistes Alsaciens, auch St. Nicolas genannt, der er 35 Jahre angehörte. Er illustrierte Bücher von Maurice Barrès und über die Legende von Sainte Odile. Léon Hornecker malte ein Porträt von Gorges Ritleng. 1910 richtete er sein Atelier in Thann ein, wo er auch Zeichenunterricht gab. Mit Kriegsbeginn wurde er krank und wurde in der Schweiz behandelt, bis er 1917 ins Elsass zurückkehren konnte. Von 1933 bis 1939 war er Direktor der Ecole des Arts décoratifs de Strasbourg, wo er die grafische Abteilung gründete.
Während des Zweiten Weltkriegs zog er sich nach Périgueux zurück und kehrte nach dem Krieg ins Elsass nach Ribeauvillé zurück. Nach seiner Pensionierung zog er zu seinem Adoptivsohn René, den er 1933 bei den Pfadfindern kennengelernt hatte,  nach Meulan-en-Yvelines. Zuletzt zog er nach Ottrott zu seinen Freunden Schlumberger, wo er starb. Georges Ritleng war nie verheiratet. Er wurde im Kloster auf dem Odilienberg beerdigt.

## Ausstellungen (Auswahl)
Nach 
- 1898 Salon des Arts in Mülhausen
- 1900–1908 Salon Grombach in Straßburg
- 1901 Société des Amis des Arts à Strasbourg und Salon Bader-Nottin
- 1903 Salon des Artistes Strasbourgeois im Palais Rohan in Straßburg
- 1904 Société des Amis des Arts à Strasbourg
- 1912 Palais Rohan in Straßburg
- 1918 und 1920 Expositions à Thann
- 1922 Exposition de l’Orangerie in Straßburg
- 1922, 1924, 1928 und 1930 Galerie Sigel in Straßburg
- 1932 Galerie Bûcheron in Paris
- 1946 Maison d’Art alsacienne in Straßburg

### Ritleng und die Pfadfinder
Ernest Schmitt, ein Schüler von Georges Ritleng, war ein begeisterter Pfadfinder und steckte ihn mit seiner Begeisterung an. 1923 beteiligte sich Georges Ritleng zum ersten Mal an einem Pfadfindertreffen. Er trat den Scouts de France d’Alsace (Die Elsässer Pfadfinder Frankreichs) bei und veröffentlichte ab 1925 unter dem Pseudonym Servant de Sainte-Odile (Diener der Heiligen Odile) Beiträge für die Zeitschrift Le Scout de France (Pfadfinder Frankreichs). Georges Ritleng war als gläubiger Christ vom religiösen Hintergrund der Pfadfinder angezogen. 1926 wurde er stellvertretender Vorsitzender der Pfadfinder im Elsass, dieses Amt behielt er bis zum Zweiten Weltkrieg bei. 1970 schrieb er: „Servir Dieu en servant mon prochain“ (Gott dienen, indem ich meinem Nachbarn diene).